# Kromosom 10 (čovjek)
Kromosom 10 u kariotipu čovjeka je autosomni kromosom, deseti po redu po dimenzijama i broju nukleotida. Prema položaju centromere pripada submetacentričnim kromosomima. Sastoji se od 135 milijuna nukleotida što predstavlja oko 4-4,5% od ukupne količine DNK u stanici.
Potvrđeno je da kromosom 10 sadrži preko 1000 gena, ali se pretpostavlja da ih ima oko 1200
Broj polimorfizama jednog nukleotida (eng. Single Nucleotide Polymorphism - SNP) je oko 550 000.

## Geni kromosoma 10
Neki od važnijih gena kromosoma 10 jesu:
- ALOX5: arahidonat 5-Lipooksigenaza
- CDH23: kaderin-like 23
- CXCL12: kemokin (C-X-C motiv) ligand 12, SDF-1, scyb12
- EGR2
- ERCC6
- FGFR2: receptor 2 faktora rasta fibroblasta
- HELLS: limfoidno specifična helikaza
- PCBD1: 6-piruvoil-tetrahidropterin sintetaza
- PCDH15: protokaderin 15
- PTEN: fosfataza i tensin homolog
- RET: ret proto-onkogen
- UROS: uroporfirinogen III sintetaza

## Bolesti vezane za kromosom 10
Poznat je sadržaj i raspored gena kromosoma 10 čije mutacije izazivaju niz nasljednih bolesti. Najvažnije bolesti vezane za mutacije na kromosomu 10 jesu:
- Apertov sindrom
- sindrom Beare-Stevensonova cutis gyratae
- Charcot-Marie-Toothova bolest
- Charcot-Marie-Toothova bolest tip 1
- Charcot-Marie-Toothova bolest tip 4
- Cockayneov sindrom
- kongenitalna eritropoietična porfirija
- Cowdenov sindrom
- Crouzonov sindrom
- Glioblastoma Multiforme
- Hermansky-Pudlakov sindrom
- Hirschprungova bolest
- Jackson-Weiss sindrom
- multipla endokrina neoplazija tip 2
- gluhoća
- gluhoća autosomna recesivna
- Pfeifferov sindrom
- porfirija
- deficit tetrahidrobiopterin
- distrofija rožnice Bowmanovog sloja tip II
- Usherov sindrom
- Usherov sindrom tip I
- Wolmanov sindrom